# Liriomyza assimilis
Liriomyza assimilis är en tvåvingeart som först beskrevs av Malloch 1918.  Liriomyza assimilis ingår i släktet Liriomyza och familjen minerarflugor. Inga underarter finns listade i Catalogue of Life.